# Glenea jacintha
Glenea jacintha là một loài bọ cánh cứng trong họ Cerambycidae.